# Mahoba
Mahoba es una ciudad y municipio situada en el distrito de Mahoba en el estado de Uttar Pradesh (India). Su población es de 95216 habitantes (2011). 

## Demografía
Según el censo de 2011 la población de Mahoba era de 95216 habitantes, de los cuales 14712 eran hombres y 13048 eran mujeres. Mahoba tiene una tasa media de alfabetización del 74,91%, superior a la media estatal del 67,68%: la alfabetización masculina es del 82,03%, y la alfabetización femenina del 66,88%.